# Derobrachus hovorei
Derobrachus hovorei là một loài bọ cánh cứng trong họ Cerambycidae.